# لورچال
لورچال (به زبان مازندرانی: لِوَرچال) ، روستایی است از توابع بخش مرزن‌آباد شهرستان چالوس  در استان مازندران ایران.

## جمعیت
این روستا در دهستان بیرون‌بشم قرار دارد و براساس سرشماری مرکز آمار ایران در سال ۱۳۸۵، جمعیت آن ۲۳ نفر (۹خانوار) بوده‌است. مردم لورچال از قومیت طبری هستند. مردم لورچال به زبان طبری با گویش چالوسی سخن می‌گویند.
لِوَرچال نزدیکترین روستا به دریاچه سماء (ولشت) می‌باشد.
و از لحاظ نما مسلط به این دریاچه است. منصورسمایی نام خانوادگی اهالی این روستا می‌باشد.